# 르크레믈랭비세트르

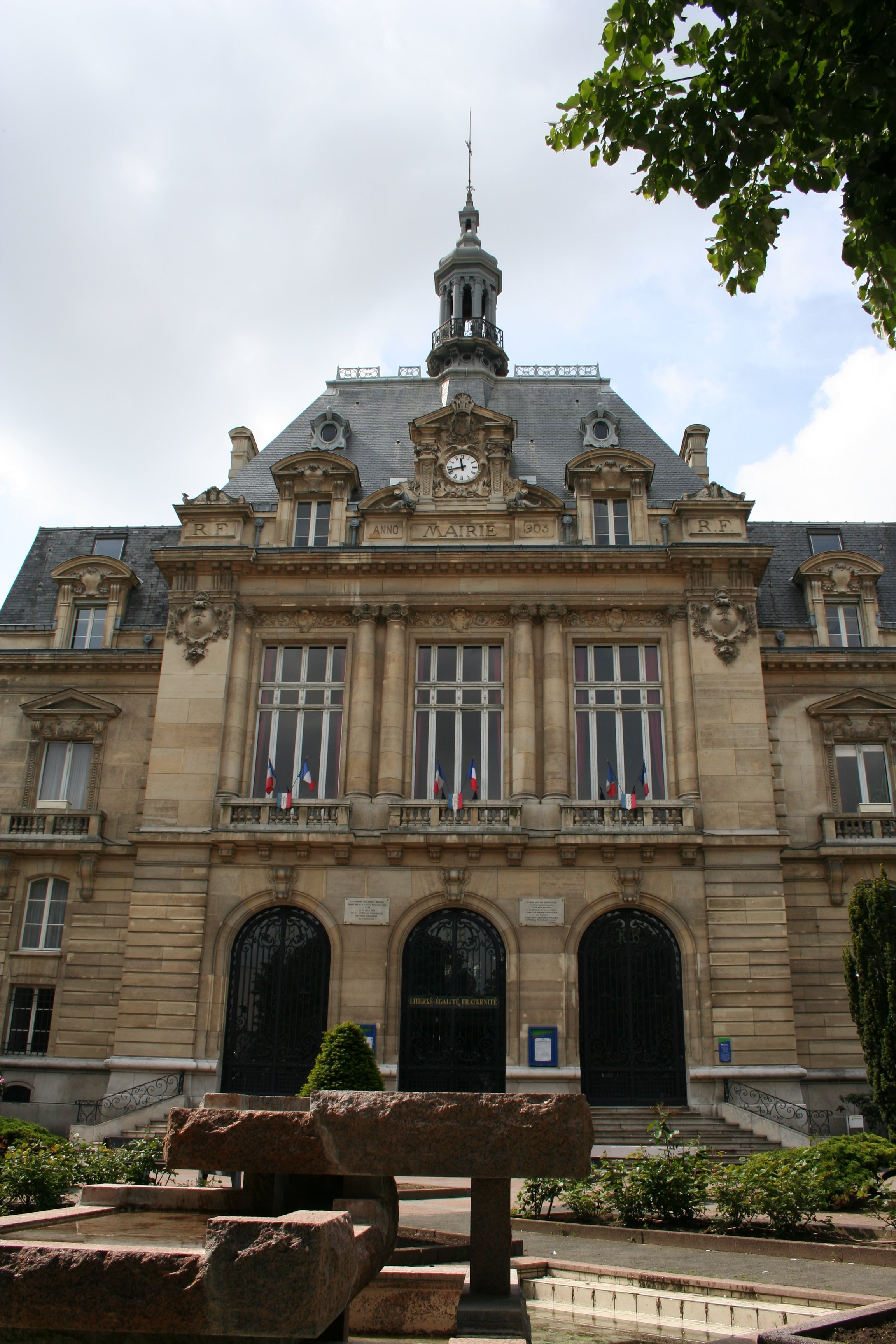
르크레믈랭비세트르

르크레믈랭비세트르(프랑스어: Le Kremlin-Bicêtre)는 프랑스 일드프랑스 발드마른주에 위치한 도시로 면적은 1.54km2, 인구는 26,018명(2006년 기준), 인구 밀도는 17,000명/km2이다. 파리에서 4.5km 정도 떨어진 곳에 위치한다.

시 문장

## 인구
| 연도 | 인구   | ±% p.a. |
| ---- | ------ | ------- |
| 1896 | 10,804 | —       |
| 1901 | 11,830 | +1.83%  |
| 1906 | 13,018 | +1.93%  |
| 1911 | 14,907 | +2.75%  |
| 1921 | 16,830 | +1.22%  |
| 1926 | 18,911 | +2.36%  |
| 1931 | 17,453 | −1.59%  |
| 1936 | 17,038 | −0.48%  |
| 1946 | 14,072 | −1.89%  |
| 1954 | 15,618 | +1.31%  |

| 연도 | 인구   | ±% p.a. |
| ---- | ------ | ------- |
| 1962 | 18,834 | +2.37%  |
| 1968 | 20,798 | +1.67%  |
| 1975 | 20,061 | −0.51%  |
| 1982 | 17,543 | −1.90%  |
| 1990 | 19,348 | +1.23%  |
| 1999 | 23,724 | +2.29%  |
| 2007 | 25,859 | +1.08%  |
| 2012 | 26,119 | +0.20%  |
| 2017 | 25,334 | −0.61%  |

|  | 기술적 문제로 인해 그래프를 일시적으로 사용할 수 없습니다. 파브리케이터와 미디어위키 위키에 더 자세한 정보가 있습니다. |

## 같이 보기
- 발드마른주의 코뮌 목록